# Szakály Sándor
Szakály Sándor (Törökkoppány, 1955. november 23. –) Széchenyi-díjas magyar történész, az MTA doktora, a KRE egyetemi tanára. A VERITAS Történetkutató Intézet és Levéltár főigazgatója, a Nemzeti Emlékhely és Kegyeleti Bizottság elnökhelyettese.

## Életpályája
Az általános iskolát szülőfalujában végezte, majd a kaposvári Munkácsy Mihály Gimnázium és Egészségügyi Szakközépiskola tanulójaként 1974-ben érettségizett. 1980-ban történelem–könyvtár szakos bölcsészdiplomát szerzett az Eötvös Loránd Tudományegyetemen, közben Eötvös-kollégista volt. Még ebben az évben a Hadtörténeti Intézet és Múzeumban tudományos segédmunkatársi állást kapott; itt kezdte tudományos munkásságát. Fő kutatási területe az 1919 és 1945 közötti Magyarország történelme, az ország második világháborús szereplése, a volt magyar rendvédelmi szervek története, valamint a jelzett időszak politika- és sporttörténete.
1982. január 16-án „summa cum laude” minősítéssel a bölcsészettudományok doktorává avatták; disszertációja címe: Magyar tábori csendőrség 1938–1944, majd 1990 óta a történelemtudomány kandidátusa; értekezésének címe: A magyar katonai elit 1938–1945. 2006 óta a Magyar Tudományos Akadémia doktora, (értekezésének címe: A magyar katonai felső vezetés 1938–1945. Lexikon és Adattár), valamint a „történelemtudomány habilitált doktora” (ELTE).
1991. május 1-től a Hadtörténeti Intézet és Múzeum Legújabb- és Jelenkortörténeti Osztály vezetője lett, 1992. augusztus 1-től 1997. július 31-ig az intézmény Bécsi Kirendeltségének vezetőhelyetteseként dolgozott. 1997 és 1999 között a HM Hadtörténeti Intézet és Múzeum tudományos főmunkatársa, majd 2000. december 31-ig az intézmény főigazgatója volt.
Ezután a Duna Televízió Rt. kulturális igazgatója, majd 2001-től alelnöke lett. 2004. augusztus 1-jétől az év végéig a Magyar Országos Levéltár főigazgatójának tanácsadója, főlevéltárosi besorolásban. 2005. márciusa és 2006. márciusa között az Állambiztonsági Szolgálatok Történeti Levéltárában dolgozott tudományos kutatóként.
2006. április 1-től a Semmelweis Egyetem Testnevelési és Sporttudományi Kar Társadalomtudományi Tanszékének tudományos szaktanácsadója, 2007 szeptemberétől egyetemi tanára. 2009–2010-ben a veszprémi Pannon Egyetem Modern Filológiai és Társadalomtudományi Karának professzora. 2011 és 2013 között a Károli Gáspár Református Egyetem Bölcsészettudományi Karának tanszékvezető egyetemi tanára, a Történelemtudományi Doktori Iskola alapítója és vezetője. 2013-tól a Nemzeti Közszolgálati Egyetem tudományos rektorhelyettese és az NKE Rendészettudományi Karának egyetemi tanára egészen kormányzati kinevezéséig.
2014. január 2. óta a VERITAS Történetkutató Intézet és Levéltár főigazgatója egyben a Károli Gáspár Református Egyetem Bölcsészettudományi Kar tanszékvezető egyetemi tanára 2019-ig. 2019-től a Károli Gáspár Református Egyetem Bölcsészet- és Társadalomtudományi Kara egyetemi tanára 2020-ig, majd 2021-től kutatóprofesszor.

### Szakmai és tudományos megbízatásai
- Tudományos Ismeretterjesztő Társulat, elnök, 2023–
- MTA Történettudományi Bizottság tagja, 1997–2014, 2017–2021 (alelnöke, 2000–2003)
- Magyar Történelmi Társulat titkára 1991-1992 és 2007-2011, alelnöke, 2003–2007, 2011–2015
- Magyar Történelmi Társulat igazgató választmányi tag 1991–2015
- Károli Gáspár Református Egyetem, Egyetemi Doktori és Habilitációs Bizottságának tagja, 2013–
- Eszterházy Károly Főiskola, Intézményi Doktori és Habilitációs Tanács tagja, 2010–
- Honvédelmi Minisztérium Oktatási és Tudományos Tanács elnöke, 1999–2007
- Magyar Országos Levéltár Tudományos Tanácsának tagja, 1997–2000
- Honvédelmi Minisztérium Hadtörténeti Intézet és Múzeum Tudományos Tanácsának elnöke, 2011–
- Szemere Bertalan Magyar Rendvédelem-történeti Tudományos Társaság alelnök 2015–
- Tudományos Ismeretterjesztő Társulat, alelnök, 2018–2023
- Nemzeti Közszolgálati Egyetem Egyetemi habilitációs Bizottsági tag 2018–2019
- 1914–1918 Első Világháborús Centenáriumi Emlékbizottság tag 2018–2020
- „30 éve szabadon” Emlékbizottság tag 2019–2022
- Magyar Nemzeti Múzeum Tudományos Tanácsadó Testülete tag 2021–

### Közéleti megbízatásai
- Magyar Olimpiai Akadémia Tanács tagja, 1985–1992, 2001–2009, alelnöke 2009–
- Magyar Történelmi Film Alapítvány (2006-tól Közalapítvány) kuratóriumi titkára, 1993–2011
- Nemzeti Kegyeleti (2006-tól Nemzeti Emlékhely és Kegyeleti) Bizottság tagja, 1999–2021
- Osztrák–Magyar Tudományos és Oktatási Kooperációs Akció Alapítvány kuratóriumának elnöke, 1999–2004, 2007–
- Osztrák–Magyar Tudományos és Oktatási Kooperációs Akció Alapítvány kuratóriumának tagja 2004–2007
- TF Társadalmi Tanácsosa 2002-
- Nemzetközi Magyarságtudományi Társaság, a választmány tagja, 2001–2016
- Nemzeti Kulturális Alapprogram Bizottságának tagja, 1999–2003
- Nemzeti Kulturális Alap, Szépirodalom és Ismeretterjesztés Kollégiumának, vezetője 2012–2014
- Nemzeti Kulturális Alap, Szépirodalom és Ismeretterjesztés Kollégiumának tag 2014–2015
- Nemzeti Kulturális Alap, Ismeretterjesztés és Környezetkultúra Kollégiumának tag 2016–2018
- Nemzeti Kulturális Alap, Ismeretterjesztés és Környezetkultúra Kollégiumának elnöke 2018–2020
- Nemzeti Kulturális Alap, Könyvkiadási Kollégium, tag 2021–2025
- Nemzeti Kulturális Alap, Közgyűjtemények Kollégium, tag 2025-
- Márai Sándor Kulturális Közalapítvány kuratóriumi elnöke, 2003–2020
- Habsburg-kori Kutatások Közalapítvány, a kuratóriumi tagja, 2005–2011
- Honvéd Hagyományőrző Egyesület elnöke, 2011–2020
- Kiemelt Nemzeti Emlékhely Bizottság tagja, 2014–
- Berzsenyi Dániel Irodalmi és Művészeti Társaság elnöke, 2014–
- Bezerédj Alapítvány tiszteletbeli elnök 2016–
- Nemzeti Emlékhely és Kegyeleti Bizottság elnökhelyettes 2021–
- Szerkesztőbizottsági tagságai: Bécsi Napló (1997–), Central European Papers (2014–2021), Társadalom és Honvédelem (2013–2015), Nemzetbiztonsági Szemle (2013–), Szakmai Szemle (2003-2014), Történelmi Szemle (2012–), Honvédségi Szemle (2012–), Új Honvédségi Szemle (1993–2007), Hadtörténelmi Közlemények (1991–) Magyar Napló (2001–), Csángó Tükör (2003–2008), New Hungarian Review (2001–2003), Századok (2015–), Rubicon (2017–), Rendvédelem - történeti füzetek (2017–2020),
- Szerkesztőségi tagság: Iskolakultúra (1993–2000), Rubicon, (2010–2017)
- Szerkesztőbizottsági elnök:Hadtörténelmi Közlemények (1999–2000), Rendvédelem-történeti füzetek (2021–)
- A "Felderítők Társasága Egyesület Örökös Tiszteletbeli Tagja" 2024-
- Tellér Gyula Alapítvány kuratóriumi tag 2025-

## Díjai, elismerései
- Bezerédj-díj (1993)

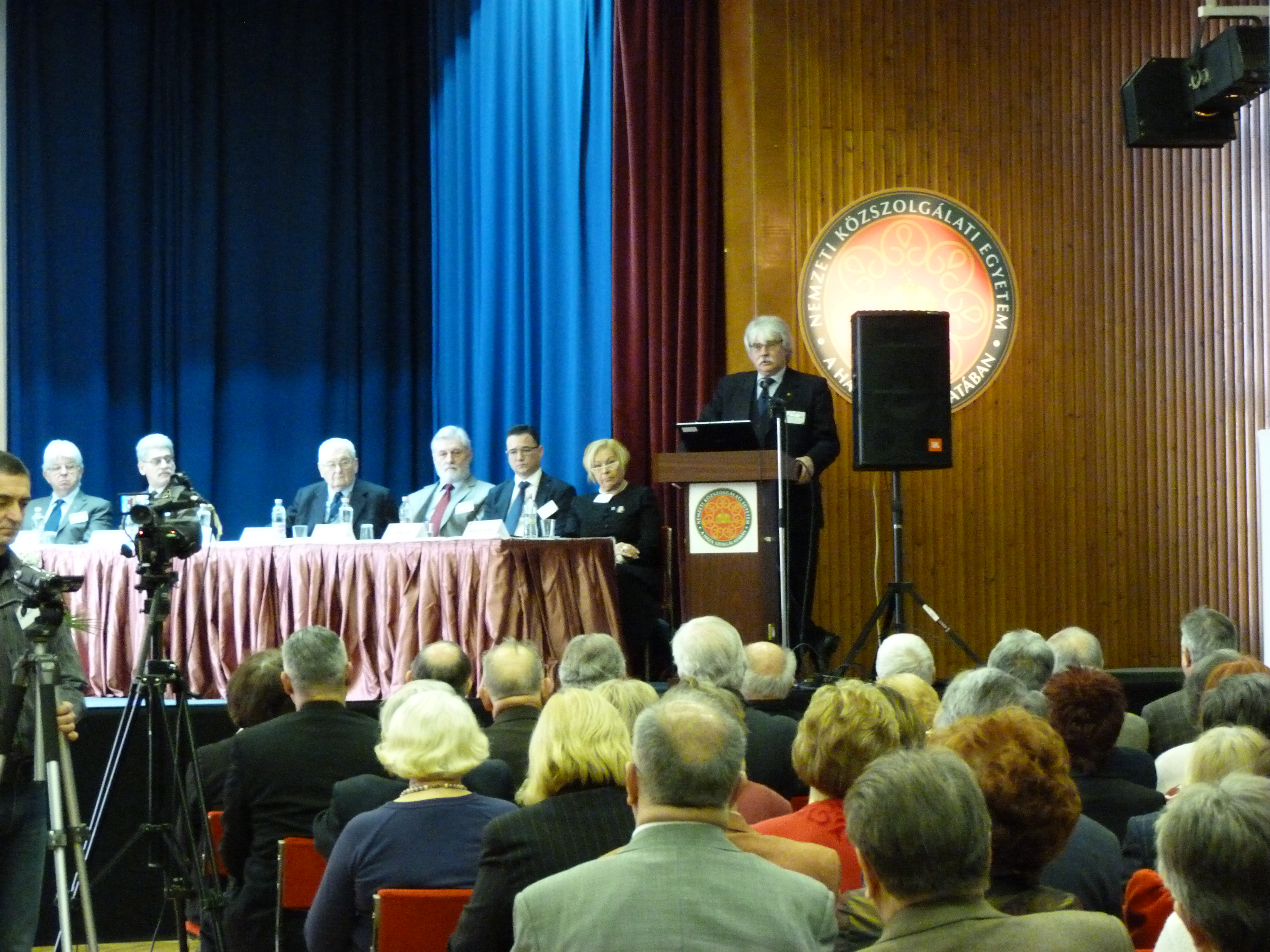
Szakály Sándor előadása a 2016 januárjában, a Nemzeti Közszolgálati Egyetemen rendezett Társadalom és kultúra Magyarországon a két világháború között című konferencián

- Honvédelemért Kitüntető Cím II. fokozat (1994, 1998)
- Honvédelemért Kitüntető Cím I. fokozat (2000, 2001, 2015)
- Zrínyi Miklós-díj (2001)
- Supka Géza-emlékérem (2002)
- Dr. Szobonya Zoltán-emlékérem (2011)
- Großes Ehrenzeichen für Verdienste um die Republik Österreich (2012)
- Korunk Kulcsa díj (2013)
- Kaposvár Városért-díj (2014)
- Világ Magyarságáért-díj (2015) – a külhoni magyarság érdekében végzett közéleti munkájáért
- Szemere Bertalan-díj (2015)
- A Magyar Érdemrend középkeresztje (2016)
- Bugát Pál-emlékérem (2017)
- Eötvös József Collégiumért emlékérem és oklevél (2019)
- Honvédelemért Kitüntető Cím Babérkoszorúval ékesített fokozata (2019)
- Közép-Európai Kutatásért Díj Életmű fokozata (2019)
- Somogy megyei Prima-díj (2019)
- Somogy Polgáraiért Díj (2020)
- Széchenyi-díj (2021)
- Balatonföldvár díszpolgára (2021)
- Törökkoppány díszpolgára (2021)
- Szer Üzenete-díj (2022)
- Szent István-díj (2022)
- Berzsenyi-díj (2022)
- Károli Gáspár Református Egyetem Rektorának Elismerő Oklevele (2022)
- Prima díj (2022)
- "Magyarságért" Wass Albert Díj (2023)
- Pro Comitatu Somogy Díj (2024)
- Magyar Hadisírgondozásért Kitüntető Cím arany fokozata (2025)
- Nemzeti Emlék-Őr díj (2025)

## Főbb könyvei, publikációi
- Szakály Sándor. Testvéri földön a magyar szabadságért (A Rácz Gyula vezette magyar partizáncsoport harcai). Budapest: Zrínyi Katonai Kiadó (1985)
- Szakály Sándor. A magyar katonai elit 1938–1945. Budapest: Magvető Könyvkiadó (1987). ISBN 963-141-081-1
- szerk.: Szakály Sándor: Náray Antal visszaemlékezése 1945. Budapest: Zrínyi Katonai Kiadó (1988). ISBN 963-326-945-8
- szerk.: Szakály Sándor és Szabó Péter: Lajtos Árpád: Emlékezés a 2. magyar hadseregre 1942–1943. Budapest: Zrínyi Katonai Kiadó (1989). ISBN 963 326 928 8
- szerk.: Szakály Sándor és Som Ferenc: Olimpiatörténeti tanulmányok. Budapest: Eötvös Kollégium (1989) ISSN HU 0209-858
- Szakály Sándor. A magyar tábori csendőrség. Budapest: Zrínyi Kiadó (1990). ISBN 963-326-5606
- szerk.: Szakály Sándor: Bangha Ernő: A magyar királyi testőrség 1920–1944. Budapest: Európa Könyvkiadó (1990) ISBN 963-07-5215-8
- Szakály Sándor. Hadsereg, politika, társadalom. Budapest: Lánchíd Kiadó (1991). ISBN 9637497005
- szerk.: Szakály Sándor: Lakatos Géza. Ahogyan én láttam. Budapest: Európa Könyvkiadó (1992). ISBN 9630754061
- Ács Tibor – Balogh Gyula – Bencze László – Hegedűs Zoltán – Liptai Ervin – Móricz Lajos – Szakály Sándor. Honvédelmi miniszterek 1848–1994. Budapest: Zrínyi Kiadó, 75–114. o. (1994). ISBN 963 327 228 9
- szerk.: Szakály Sándor: 1848-1849. Örökség és emlékezet / Erbe und Erinnerung. Bécs: Ausztriai Magyar Egyesületek és Szervezetek Központi Szövetsége (1999)
- Szakály Sándor. Volt-e alternatíva? Magyarország a második világháborúban. Budapest: Ister Kiadó (1999). ISBN 963-858-703-2
- Szakály Sándor. A magyar tábori csendőrség története 1938–1945. Budapest: Ister Kiadó (2000). ISBN 963-924-328X
- Szakály Sándor. Honvédség és tisztikar 1919–1947. / Válogatott írások 1984-2002. Budapest: Ister Kiadó (2002). ISBN 963-9243-671
- Szakály Sándor. A magyar katonai felső vezetés 1938–1945. / Lexikon és Adattár. Budapest: Ister Kiadó. ISBN 963-924-337X) (2001) Második, javított, kiegészített kiadás, Budapest: Ister Kiadó, ISBN 963-9243-787 (2003)
- Szakály Sándor. Kik voltak, honnan jöttek? / Katonákról, történelemről, önmagunkról I. (Cikkek, interjúk, dokumentumok). Budapest: Ister Kiadó (2003). ISBN 963-9243-787
- Szakály Sándor. Század vagy ezred? / Katonákról, történelemről, önmagunkról II. (Cikkek, interjúk). Budapest: Ister Kiadó (2004). ISBN 963-9243-817
- Szakály Sándor. Múltunkról – kritikusan? / Katonákról, történelemről, önmagunkról III. (Kritikák). Budapest: Ister Kiadó (2005). ISBN 963924385X
- Szakály Sándor. Katonák, csendőrök, ellenállók. (Tanulmányok). Kaposvár: Kaposvár Megyei Jogú Város Közgyűlése. (ISBN 978-963-86732-9-9 (2007)
- Szakály Sándor. Trianon, honvédség, háború, sport. Válogatott írások Magyarország XX. századi történelméről. Budapest: Kárpátia Stúdió (2013). ISBN 978-615-5374-01-2
- Szakály Sándor. Akik a magyar királyi csendőrséget 1919 és 1945 között vezették. Budapest: Magyar Napló (2013). ISBN 9789639961272 Második, javított és bővített kiadás, Budapest: Magyar Napló – VERITAS Történetkutató Intézet ISBN 978-615-5465-03-1 (2014)
- Szakály Sándor. A 2. vkf. osztály / Tanulmányok a magyar katonai hírszerzés és kémelhárítás történetéből 1918-1945. Budapest: Magyar Napló – VERITAS Történetkutató Intézet (2015). ISBN 978-615-5465-26-0 Második, javított és kiegészített kiadás, Budapest: Magyar Napló – VERITAS Történetkutató Intézet ISBN 978-615-5465-61-1 (2015)
- Szakály Sándor. Történelem és publicisztika. Budapest: Magyar Napló – VERITAS Történetkutató Intézet (2015). ISBN 978-615-5195-24-2
- Szakály Sándor (szerk.) Egy ezred év viharaiban meg nem rendült törhetetlen hűség. Székesfehérvár, Magyarország és a Nagy Háború;  Budapest. L'Harmattan (2015) ISBN 978-963-414-08-25
- Szakály Sándor Múltunkról és jelenünkről. Válogatott interjúk és beszélgetések, 2002–2017. Budapest. Magyar Napló (2017) ISBN 978-615-5721-32-8
- Szakály Sándor Történelmünkről – hosszabban, rövidebben. Tanulmányok, cikkek, interjúk 2015– 2018. Budapest. Facultas Humán Gimnázium (2018) ISBN 978-615-00-3880-3
- Szakály Sándor Talpra állás Trianon után – interjúk, esszék, tanulmányok 2021 Budapest. Facultas Humán Gimnázium – Magyar Napló  ISBN 978-963-541-049-1
- Szakály Sándor Talpra állás Trianon után – interjúk, esszék, tanulmányok, Második javított kiadás 2022 Budapest. Magyar Napló  ISBN 978-963-541-091-0
- Szakály Sándor Múltunkról és jelenünkről. Válogatott interjúk és beszélgetések, 2002–2017. Budapest. Második javított kiadás Magyar Napló (2022) ISBN 978-963-541-088-0
- Szakály Sándor Múltunkról a mából. Tanulmányok, forrásközlések, életrajzok, esszék 2021-2023 Budapest Facultas Cognoscendi Akadémia Alapítvány (2023) - Magyar Napló Kiadó ISBN 978-963-541-117-7
- Szakály Sándor Könyvekről és szerzőikről Recenziók, kritikák 2005-2024, Budapest Facultas Cognoscendi Akadémia Alapítvány (2025) ISBN 978-615-02-2663-7

## Vitatott kijelentései
Történészi, közvetett politikai tevékenységével számos vitát váltott ki, különösen azóta, amióta a VERITAS Történetkutató Intézet vezetője lett. Ilyen volt 2014-ben az a kijelentése, amikor idegenrendészeti intézkedésnek nevezte a magyarországi zsidók egy részének deportálását Kamenyec-Podolszkijba, ahol tömeggyilkosság áldozatai lettek, vagy 2016-ban az a nyilatkozata, amelyben a magyarországi numerus claususról azt mondta, hogy az nem jogfosztó, hanem jogkorlátozó rendelkezés volt, amely a nem-zsidóknak nagyobb lehetőségeket biztosított. Utóbbi kijelentésétől a magyar kormány képviselői, Csepreghy Nándor és Gulyás Gergely is nyilvánosan elhatárolódtak.